# Office des Affaires étrangères du NSDAP
L’Office des Affaires étrangères du NSDAP (Außenpolitisches Amt der NSDAP) est une autorité centrale pour la politique étrangère à l'époque du Troisième Reich. L'APA est sous la direction de l'idéologue en chef nazi Alfred Rosenberg. Il existe en même temps que l'Office des Affaires étrangères étatique, l'Auslandsorganisation (de) dirigée par Ernst Bohle, l'Außenpolitischen Amt für Sonderfragen (aussi appelé Bureau Ribbentrop (de), du nom du dirigeant Joachim von Ribbentrop) et parfois le ministère de l'Éducation du peuple et de la Propagande du Reich de Joseph Goebbels.
En octobre 1935, les domaines de politique commerciale de l'APA sont cédés à la Nordische Gesellschaft (de). Rosenberg installe Hinrich Lohse à sa tête et donne à l'APA une orientation culturelle et politique plus forte. À partir de 1940, l'Einsatzstab Reichsleiter Rosenberg (ERR), organisé par l'APA, mène des actions de vol d'art à travers l'Europe.
Plus tard lorsque Rosenberg est nommé ministre des Territoires occupés de l'Est en juillet 1941, l'APA perd sa signification et sa fonction  politiques.

## Rôle de Rosenberg dans la politique étrangère
Avant qu'Alfred Rosenberg ne devienne chef de l'Office de politique étrangère (APA) en 1933, il a une longue carrière dans le domaine de la politique étrangère nazie. Rosenberg est l'un des principaux idéologues de la politique étrangère depuis la création du Parti ouvrier allemand (DAP) en 1919. Ses premiers écrits pendant la République de Weimar, en particulier sa croyance en une harmonie du judaïsme et du bolchevisme, en font le spécialiste des pays de l'Est dans le parti. La théorie du judéo-bolchevisme séduit Adolf Hitler. Néanmoins, il y avait un pluralisme de conceptions dans la politique étrangère nazie dès le début. En plus du rôle de Rosenberg, l'historien Klaus Hildebrandt décrit quatre grandes positions de politique étrangère au sein du NSDAP :
- L'expansion vers l'est, autour de Franz von Epp, Hjalmar Schacht et Hermann Göring
- La Révolution socialiste, autour de Joseph Goebbels, Gregor Strasser et Otto Strasser
- Les Artamans autour de Heinrich Himmler et Walter Darré
- Le programme d'Adolf Hitler[1].

En 1927, dans un discours sur la politique étrangère nazie au congrès de Nuremberg, Rosenberg annonce l'intention de « porter les idées nazies dans des cercles que les assemblées de masse en général ne peuvent pas saisir ». La même année, il publie un traité Zukunftsweg einer deutschen Außenpolitik, qui est reçu au-delà des frontières de l'Allemagne et fait connaître les idéologues du parti à l'étranger, en particulier au Royaume-Uni. Il plaide pour une division de la Russie en plusieurs États, en particulier pour une Ukraine indépendante, un gain d'espace géopolitique à l'est et l'implantation coloniale des Allemands en Europe de l'Est. Le 14 septembre 1930, Rosenberg est élu au Reichstag en tant que membre du NSDAP pour la circonscription de Hessen-Darmstadt, où il agit au sein de la commission des affaires étrangères avec Wilhelm Frick. Sa politique en tant que député est particulièrement dirigée vers la minorité allemande en Pologne et le régime bolchevique en Russie, appelant à une action strictement anti-polonaise et antisoviétique.
À cette époque, Arno Schickedanz est particulièrement attaché aux intérêts de la politique étrangère de Rosenberg. Fin 1931, Schickedanz met Rosenberg en contact avec les Britanniques William de Ropp et Frederick William Winterbotham. Un deuxième voyage en Grande-Bretagne a lieu en 1932, qui est gardé secret en raison de son échec ; le deuxième voyage sera officiellement en mai 1933. Lors de ses séjours en Grande-Bretagne, Rosenberg a des entretiens au niveau ministériel qu'il ne convainc pas de partager une politique antisémite. En novembre 1932, il est invité par l'Académie royale italienne à une conférence européenne à Rome, où, dans une conférence intitulée Crise et nouvelle naissance de l'Europe, il appelle l'Angleterre, la France, l'Allemagne et l'Italie à former une Europe entière.

## Histoire
Le 1er avril 1933, cinq jours après l'incendie du Reichstag, Alfred Rosenberg est nommé Reichsleiter et chef de l'Office des Affaires étrangères par Adolf Hitler. Dans la phase de développement de l'APA, Arno Schickedanz est l'homme le plus important avant même Thilo von Trotha (de). En tant que chef du bureau du personnel et du département principal V Ostproblem, deux des six bureaux principaux de l'APA, Schickedanz est responsable, entre autres, de l'Europe de l'Est, qui offre à l'APA la perspective décisive de l'expansionnisme raciste à long terme.
Les principales tâches de l'APA immédiatement après le ministère des Affaires étrangères en délimitation délibérée sont initialement d'informer les visiteurs étrangers sur le mouvement national-socialiste et ses idées, de surveiller les positions de politique étrangère sur le mouvement et de contrer les critiques étrangères du mouvement. En outre, les tâches consistent à transmettre des suggestions aux organes officiels si nécessaire et à agir en tant que point de contact central du NSDAP pour les questions de politique étrangère. L'intérêt idéologique particulier de Rosenberg et de l'APA est dans les « États nordiques » (Grande-Bretagne, États baltes, Scandinavie), comme lui et ses collègues les appellent. Dans l'Organisationsbuch der NSDAP, l'APA doit donner un discours politique à ces États de sorte que la population ait l'impression d'intentions pacifiques des décideurs politiques en Allemagne. D'un autre côté, conformément à l'idéologie raciale de Rosenberg, il y a des notions d'expansion vers l'est d'un « espace de vie allemand » et de germanisation.
Les domaines d'activité de l' APA sont les suivants : 
1. L'APA est divisée en trois départements : 
  1. Bureau des unités de pays avec les bureaux principaux : Angleterre et Extrême-Orient, Moyen-Orient, Sud-Est, Nord, Proche-Orient ancien, Contrôle, questions de personnel…
  2. Deutscher Akademischer Austauschdienst…
  3. Bureau du commerce extérieur.
2. Service de presse et centre de formation. Selon l'Organisationsbuch der NSDAP, le service de presse de l'APA comprend des personnes qui parlent toutes les langues en question, vérifient quotidiennement environ 300 journaux et transmettent les déclarations les plus importantes de la presse mondiale au Führer, au Stellvertreter des Führers et à toutes les autorités compétentes[2].

En outre, l'APA avait son propre département du commerce extérieur, qui est très actif, en particulier au Proche, au Moyen et à l'Extrême-Orient. Le nombre d'employés est d'environ 80.
Le 15 mai 1934, Rosenberg décrit dans son journal une conversation avec Hitler. Le sujet est la politique étrangère nazie : « Sur la question de la politique coloniale, il était d'accord avec mon point de vue : des commémorations dignes, mais pas au point de pouvoir être considérées comme le « début d'une nouvelle politique coloniale ». Finalement, le Führer m'a remercié pour mon travail avec de multiples poignées de main. » À ce moment-là, Hitler a non seulement reconnu le travail de l'APA, mais l'a même placé dans un certain sens au-dessus du travail de l'office des Affaires étrangères. Rosenberg poursuit : « Il croyait toujours à la bonne volonté de Neurath que l'office des Affaires étrangères lui-même, cependant, est pour lui « une société conspiratrice », mais il regrette d'être toujours lié par les engagements pris lors de la formation du cabinet, selon lesquels le président du Reich avait un pouvoir sur l'armée et l'office. Le premier va bien grâce à Blomberg, l'autre ne va pas. » De plus, Hitler aurait dit qu'après la mort de Paul von Hindenburg, « quelques dizaines de ces conspirateurs devraient être mis sous clé. »
En mai 1934, Hitler et l'APA sont préoccupés par l'attitude de la France, qui exprime son mécontentement à l'égard de la Grande-Bretagne que les nazis avaient déjà rompu le traité de paix de Versailles et que les négociations en cours ne seraient pas prises en compte, bien qu'ils l'aient fait. La France évoque le budget de la défense en Allemagne publié le 7 avril 1934. Indépendamment de cela, l'APA a continué à se concentrer sur ses efforts d'armement, surtout sur le « nouveau moteur encore secret » pour la construction aéronautique, que l'officier de liaison de l'APA à Londres, le major Frederick William Winterbotham, a présenté aux chefs des projets de l'armée, de la marine et du ministère de l'Aviation du Reich. Dans ce contexte, Rosenberg écrit à propos des activités de l'APA : « Un succès d'un an et demi de travail voit le jour, parce que l'état-major de l'Air britannique a officiellement donné son approbation pour l'expansion de la défense aérienne allemande. »
Au sein du NSDAP, le problème colonial allemand au sein du parti nazi est l'apanage de la section coloniale de l'aile paramilitaire du parti nazi, sous le commandement central de la SA. Après la purge de la SA dans la nuit des Longs Couteaux, le colonialisme devient l'objet de l'Office de politique coloniale du NSDAP (de), dirigé par Franz von Epp.
En octobre 1935, Rosenberg rédige un rapport d'activité de l'APA, à partir duquel, comme dans la Ligue militante pour la culture allemande (KfdK), il met l'accent institutionnel de l'APA sur des objectifs culturels et politiques afin de mettre en œuvre ses idées sur l'idéologie raciale. Parallèlement, avec la Société nordique, il poursuit des objectifs de politique commerciale en direction de la Baltique.
La politique culture de l'APA comprend notamment la formation des futures élites en Allemagne, l'agitation contre le bolchevisme ou le judaïsme dans le monde et la propagation de l'idéologie raciale de Rosenberg, notamment au Royaume-Uni et dans les pays scandinaves. En conséquence, Rosenberg a des contacts pris avec des partis fascistes dans les États européens à travers l'APA afin de construire une sorte de réseau fasciste en Europe.
Les Jeux olympiques d'hiver de 1936, à Garmisch-Partenkirchen, qui permettent de briser pour la première fois l'isolement culturel du régime, sont un test. Avec les rapports de presse du Außenpolitische Presse – Rundschau des Außenpolitischen Amtes der NSDAP, l'ambiance à l'étranger peut être explorée assez rapidement et à temps avant les Jeux olympiques d'été de 1936 à Berlin. Le rapport décrit la représentation militaire (ainsi, le Reichsarbeitsdienst est considéré comme une organisation militaire). Presque personne ne concourra en uniforme aux jeux d'été de Berlin.
En 1939, l'APA, en particulier Rosenberg et Erich Raeder, anticipe une attaque militaire contre la Norvège. L'invasion de la Wehrmacht en Norvège et au Danemark a lieu le 9 avril 1940.
L'APA perd son importance politique et sa fonction au plus tard en juillet 1941, quand Alfred Rosenberg est nommé ministre des Territoires occupés de l'Est. Dès lors, de nombreux employés de l'APA travaillent dans ce ministère. En février 1943, l'APA est fermée dans le cadre des mesures d'« effort de guerre total ».